# Södra Unnaryds kyrka
Södra Unnaryds kyrka en kyrkobyggnad i Unnaryd i Växjö stift. Den är församlingskyrka i Unnaryds församling.

## Kyrkobyggnaden
På platsen fanns tidigare en korskyrka som var byggd på medeltiden. Nuvarande kyrka i nyklassicistisk stil uppfördes 1831-1833 efter ritningar av arkitekt Samuel Enander och invigdes 6 september 1835 av biskop Esaias Tegnér.
Kyrkan har en stomme av sten och består av rektangulärt långhus med halvrunt kor i öster. Vid långhusets västra kortsida finns ett kyrktorn med sluten lanternin försedd med tornur och krönt med en korsglob. Norr om koret finns en vidbyggd sakristia.
Kyrkans interiör är av salkyrkotyp med  trätunnvalv.Kordelen markeras av en korbåge.Ursprungligen hade koret tre fönster. Det mittersta igenmurades vid renoveringen 1874.

## Inventarier
- Predikstolen som pryds av balusterdockor  är tillverkad 1834 av Johannes Andersson i Mjöbäck och sonen Johannes Johansson.
- Altarringen är från kyrkans byggnadstid.Den är försedd med gallerverk och öppning i mitten.
- Altartavlan är målad 1874 av Bengt Nordenberg och har motivet "Korsfästelsen".
- Altaruppställningen är samtida med altartavlan och består av en bågram flankerad av   kolonner.Den är utförd av  J A Andersson,Halmstad.
- En röd mässhake är från 1733 och en svart mässhake från 1772.
- Nuvarande dopfunt är skuren i ek av Lars Jönsson, Lövdala.
- I tornet hänger två kyrkklockor. Storklockan anskaffades 1603 och göts om 1766 av klockgjutare Elias Fries Thoresson efter en spricka i godset 1765. Lillklockan köptes in 1660.
- Sluten bänkinredning.
- Orgelläktare med utsvängt mittstycke.

## Läktarorgel
- 1842 bygger Johan Niklas Söderling, Göteborg en orgel med 14 stämmor.
- 1900 bygger Johannes Magnusson, Göteborg en orgel med 17 stämmor.
- Den nuvarande orgeln är byggd 1953 av Frederiksborgs Orgelbyggeri, Hilleröd, Danmark och är en mekanisk orgel. Fasaden är från 1842 års orgel. År 1989 renoverades läktarorgeln av Västbo Orgelbyggeri Orgeln har 25 stämmor.

| Huvudverk I   | Öververk II                                          | Pedal         | Koppel |
| Principal 8´  | Koppelflöjt 8´                                       | Subbas 16´    | I/P    |
| Gedackt 8´    | Fugara 8´                                            | Principal 8´  | II/P   |
| Oktava 4´     | Principal 4´                                         | Gedackt 8´    | II/I   |
| Hålflöjt 4'   | Täckflöjt 4'                                         | Oktava 4'     |        |
| Kvinta 2 2/3' | Voix Celeste 8' c0-                                  | Mixtur 3 chor |        |
| Oktava 2'     | Blockflöjt 2'                                        | Basun 16'     |        |
| Mixtur 5 chor | Sifflöjt 1'                                          |               |        |
| Dulcian 16'   | Sesquialtera 2 chor                                  |               |        |
| Trumpet 8'    | Scharf 2-3 chor (eg 4 men några pipor är nertystade) |               |        |
|               | Krumhorn 8'                                          |               |        |
|               | Crescendosvällare                                    |               |        |

### Kororgel
1966 bygger Ingvar Johansson vid Västbo Orgelbyggeri, Långaryd en mekanisk kororgel.
| Manual I      | Manual II      | Pedal      | Koppel |
| Rörflöjt 8´   | Trägedackt 8'  | Subbas 16´ | I/P    |
| Principal 4´  | Koppelflöjt 4' |            | II/P   |
| Waldflöjt 2´  | Gemshorn 2'    |            | II/I   |
| Mixtur 3 chor | Regal 8'       |            |        |

### Webbkällor
- anläggningspresentation
- byggnadspresentation
- Riksanitkvarieämbetet, Södra Unnaryds kyrka
- Unnaryd.com
- Wikimedia Commons har media som rör Södra Unnaryds kyrka.